# Steve Chainel
Steve Chainel (Remiremont, 6 september 1983) is een Frans voormalig veldrijder en wegwielrenner. Na zijn wielerpensioen werd hij teammanager bij zijn eigen team Cross Team Legendre, in de laatste jaren van zijn carrière was hij reeds actief renner binnen deze ploeg. 

## Biografie
Chainel werd in 2000 nationaal kampioen veldrijden bij de junioren. In 2003 nam hij deel aan het Europees kampioenschap onder 23 jaar en won daar een bronzen medaille. In 2006 stapelde hij de ereplaatsen in de Wereldbeker veldrijden op, wat op het Wereldkampioenschap in Zeddam
resulteerde in een vierde plaats bij de profs. In 2007 ging hij zich voor het kleine Auber 93 meer gaan toeleggen op de weg waar hij met enkele ereplaatsen in Franse wedstrijden zijn talent liet zien, maar waardoor zijn grote doorbraak in het veldrijden achterwege bleef. In 2009 maakte Chainel de overstap maakte naar BBox Bouygues Télécom. De Franse renner kende zijn doorbraak in het wegwielrennen in 2010 door een rit te winnen in de Driedaagse van De Panne-Koksijde en een vierde plaats te bemachtigen in Dwars door Vlaanderen. Tussen 2011 en 2012 reed Chainel voor Française des Jeux. Vanaf 2015 kwam hij uit voor Cofidis.
In augustus 2015 kondigde hij aan dat hij zou stoppen als wegrenner. Hij beëindigde zijn lopend contract bij Cofidis. Chainel zal zich opnieuw volledig focussen op het veldrijden, en doet dit door een nieuwe ploeg uit de grond te stampen met onder andere zijn ex-vrouw Lucie Chainel-Lefèvre. Begin 2018 wist Chainel zich voor de eerste maal in zijn carrière tot Frans kampioen bij de elite te kronen. Na het veldritseizoen 2022-2023 stopt Chainel met koersen. 

## Palmares

### Veldrijden
Overwinningen
| Seizoen   | Wereldbeker | Coupe de France     | FK     | EK  | WK  | Overige              | Totaal aantal zeges |
| --------- | ----------- | ------------------- | ------ | --- | --- | -------------------- | ------------------- |
| 2005-2006 |             |                     | 4e     | NVT | 4e  | Frenkendorf          | 1                   |
| 2006-2007 |             |                     | 19e    | NVT | 29e | Marle, Frenkendorf   | 2                   |
| 2007-2008 |             |                     | 8e     | NVT | 24e | Pétange              | 1                   |
| 2008-2009 |             |                     | Zilver | NVT | 9e  | Niederanven, Pétange | 2                   |
| 2009-2010 |             |                     | Zilver | NVT | 13e | Wetzikon, Pétange    | 2                   |
| 2010-2011 |             | Saverne             | 4e     | NVT | 15e | Contern              | 2                   |
| 2011-2012 |             |                     | Zilver | NVT | 11e |                      | 0                   |
| 2012-2013 |             |                     | 10e    | NVT | DNS |                      | 0                   |
| 2013-2014 |             |                     | 6e     | NVT | 21e |                      | 0                   |
| 2014-2015 |             |                     | DNS    | NVT | DNS |                      | 0                   |
| 2015-2016 |             |                     | 18e    | 12e | 20e |                      | 0                   |
| 2016-2017 |             |                     | 7e     | 9e  | 41e | Waterloo #1          | 1                   |
| 2017-2018 |             | Besançon            | Goud   | 19e | 10e |                      | 2                   |
| 2018-2019 |             |                     | 16e    | 14e | 25e | Utsunomiya #1        | 1                   |
| 2019-2020 |             | Andrezieux-Boutheon | 7e     | 16e | 17e |                      | 1                   |
| 2020-2021 |             |                     | 16e    | 18e | 27e | Stockholm            | 1                   |
| 2021-2022 |             |                     | 6e     | DNS | DNS |                      | 0                   |
| 2022-2023 |             |                     | 16e    | DNS | DNS |                      | 0                   |
|           |             |                     |        |     |     |                      |                     |
| Totaal    | 0           | 3                   | 1      | 0   | 0   | 12                   | 16                  |

Resultatentabel
| Seizoen   | Aantal zeges      | Regenboogtrui | Europese kampioenentrui | Franse kampioenentrui | WB  | CDF    | UCI  |
| --------- | ----------------- | ------------- | ----------------------- | --------------------- | --- | ------ | ---- |
| 2005-2006 | 1 overwinning(en) | 4e            | NVT                     | 4e                    | -   |        | 18e  |
| 2006-2007 | 2 overwinning(en) | 29e           | NVT                     | 19e                   | -   | Brons  | 27e  |
| 2007–2008 | 1 overwinning(en) | 24e           | NVT                     | 8e                    | -   | Brons  | 22e  |
| 2008–2009 | 2 overwinning(en) | 9e            | NVT                     | Zilver                | 24e | Zilver | 21e  |
| 2009–2010 | 2 overwinning(en) | 13e           | NVT                     | Zilver                | 14e |        | 16e  |
| 2010–2011 | 2 overwinning(en) | 15e           | NVT                     | 4e                    | 16e | Zilver | 14e  |
| 2011–2012 | 0 overwinning(en) | 11e           | NVT                     | Zilver                | 8e  | 21e    | 14e  |
| 2012–2013 | 0 overwinning(en) | DNS           | NVT                     | 10e                   | 37e | 21e    | 88e  |
| 2013–2014 | 0 overwinning(en) | 21e           | NVT                     | 6e                    | 47e | 8e     | 79e  |
| 2014–2015 | 0 overwinning(en) | DNS           | NVT                     | DNS                   | -   | 26e    | 149e |
| 2015–2016 | 0 overwinning(en) | 20e           | 12e                     | 18e                   | 28e | 18e    | 27e  |
| 2016–2017 | 1 overwinning(en) | 41e           | 9e                      | 7e                    | 24e | 4e     | 27e  |
| 2017–2018 | 2 overwinning(en) | 10e           | 19e                     | Goud                  | 15e | Zilver | 16e  |
| 2018–2019 | 1 overwinning(en) | 25e           | 14e                     | 16e                   | 27e | 4e     | 33e  |
| 2019–2020 | 1 overwinning(en) | 17e           | 16e                     | 7e                    | 27e | Zilver | 23e  |
| 2020–2021 | 1 overwinning(en) | 27e           | 18e                     | 16e                   | 41e | NVT    | 30e  |
| 2021–2022 | 0 overwinning(en) | DNS           | DNS                     | 6e                    | -   | 4e     | 76e  |
| 2022–2023 | 0 overwinning(en) | DNS           | DNS                     | 16e                   | 77e | 5e     | 96e  |
| Totaal    | 16 overwinningen  | 0             | 0                       | 1                     | 0   | 0      | 0    |

### Wegwielrennen

#### Overwinningen
2008 - 2 zeges
4e etappe Omloop van Lotharingen
Eindklassement Omloop van Lotharingen
2010 - 1 zege
1e etappe Driedaagse van De Panne-Koksijde

#### Resultaten in voornaamste wedstrijden
| Jaar | Ronde van Italië | Ronde van Frankrijk | Ronde van Spanje |
| ---- | ---------------- | ------------------- | ---------------- |
| 2009 | opgave           |                     |                  |
| 2010 |                  |                     |                  |
| 2011 |                  |                     |                  |
| 2012 |                  |                     |                  |
| 2013 |                  |                     | opgave           |
| 2014 |                  |                     |                  |

| Jaar | Milaan-San Remo | Gent-Wevelgem | Ronde van Vlaanderen | Parijs-Roubaix | Amstel Gold Race | Dwars door Vlaanderen | E3 Harelbeke |  | Wereldranglijsten |
| ---- | --------------- | ------------- | -------------------- | -------------- | ---------------- | --------------------- | ------------ |  | ----------------- |
| 2009 | 69e             | opgave        | 48e                  | buit.tijd      | opgave           |                       | opgave       |  | 257e (UWK)        |
| 2010 | 88e             |               | 17e                  | opgave         |                  | 4e                    | 49e          |  | 253e (UWK)        |
| 2011 | 31e             |               | 86e                  | 33e            |                  |                       | 15e          |  |                   |
| 2012 | 80e             | 8e            | 32e                  | 16e            | 142e             |                       |              |  | 150e (UWT)        |
| 2013 | opgave          | opgave        | 30e                  | 17e            | opgave           | 53e                   | 87e          |  |                   |
| 2014 | opgave          | 48e           | 28e                  | 27e            |                  | 19e                   | 64e          |  |                   |
| 2015 |                 |               |                      |                |                  |                       |              |  | 982e (UWT)        |

## Ploegen
- 2007- Auber 93
- 2008- Auber 93
- 2009- Bbox-Bouygues Telecom
- 2010- Bbox-Bouygues Telecom
- 2011- FDJ
- 2012- FDJ-BigMat
- 2013- AG2R La Mondiale
- 2014- AG2R La Mondiale
- 2015- Cofidis
- 2016- Cross Team Legendre
- 2017- Cross Team Legendre
- 2018- Cross Team Legendre
- 2019- Cross Team Legendre
- 2020- Cross Team Legendre
- 2021- Cross Team Legendre
- 2022- Cross Team Legendre
- 2023- Cross Team Legendre (tot 28-02)